# Karen Leibovici
Karen Leibovici, née le 5 mai 1971 à La Rochelle, est une navigatrice et skipper professionnelle française. 

## Biographie
La carrière de Karen reste marquée par le 13 mars 2005 : ce jour-là, à 21h04, elle devient la 4e femme à boucler le Vendée Globe. Son Vendée Globe a mis en avant ses qualités premières : engagement, détermination, courage, combativité et professionnalisme.
Élue Skipper propre en 2005, elle reçoit par la suite la médaille d'Honneur du Mérite Maritime pour son engagement dans la protection de l'environnement.

## Palmarès
Une partie du palmarès est récupérée sur le site de la Classe Mini.
- 1998 :
  - 6e de la Estival Mini avec Sébastien Magnen sur Karen Liquid’ (198 - Magnen 1997) catégorie prototype, 900 milles, 11 participants
  - 4e du Chalenge Mini sur Hôtel restaurant de l'espérance (198 - Magnen 1997) catégorie prototype, 11 participants

- 1999 :
  - Mini-Transat : abandon à la suite d'une voie d'eau et d'un démâtage sur Terre et Mer[4]

- 2000 :
  - 11e du Chalenge Mini sur Karen Liquid’ (198 - Magnen 1997) catégorie prototype, 21 participants
  - 2e du Triangle du Soleil avec Sébastien Magnen sur Karen Liquid’ (198 - Magnen 1997) catégorie prototype, 700 milles, 19 participants
  - 3e du Solo Chrono sur Karen Liquid’ (198 - Magnen 1997) catégorie prototype, 20 milles, 4 participants
  - 8e du Solo Concarneau sur Karen Liquid’ (198 - Magnen 1997) catégorie prototype, 110 milles, 8 participants
  - 1re de la Mini Barcelona
  - 1re Transmanche

- 2001
  - 9e de la Mini Transat en catégorie Prototypes sur Radical Boats (198 - Magnen 1997), 4200 milles, 33 participants[5]
  - vainqueur de la Mini-Fastnet en catégorie Prototypes en double avec Sébastien Magnen sur Karen Liquid (198 - Magnen 1997), 700 milles, 30 participants[6],[7]
  - 10e du Mini Pavois sur Karen Liquid’ (198 - Magnen 1997) catégorie prototype, 700 milles, 36 participants
  - 6e du Pornichet Sélect 6,50 sur Karen Liquid’ (198 - Magnen 1997) catégorie prototype, 300 milles, 29 participants

- 2002
  - Record de la Traversée de la Manche à bord d’Adrien avec Jean-Luc Van Den Heede

- 2003
  - Préparation technique du trimaran de Stève Ravussin pour la Transat Jacques-Vabre

- 2004
  - 9e de la Transat anglaise en IMOCA (15 participants) sur Atlantica-Charente Maritime en 17 j 17 h 12 min

- 2005
  - 13e du Vendée Globe sur 20 partants, sur Benefic, le plus ancien des bateaux engagés, le fameux « Cigare rouge » (l'ancien bateau de VDH)[2]

- 2006
  - 25e de Pornichet Sélect 6.50 sur Tam Tam (546 - Magnen Tam-Tam 2005) en catégorie prototype, 300 milles, 35 participants[8],[9]
  - 25e du Trophée MAP avec le mini 6.50 Tam Tam (546 - Magnen Tam-Tam 2005) en 2 j 03 h 27 min 51 s en catégorie prototype, 210 milles, 29 participants[8],[10]
  - 21e de Les Sables - Les Açores - Les Sables sur Tam Tam (546 - Magnen Tam-Tam 2005) en 19 j 12 h 04 min 45 s en catégorie prototype, 2400 milles, 35 participants[8],[9]

## Distinction
- Chevalier de l'ordre du Mérite maritime en juillet 2008